# Heiersdorf (Ehrenhain)
Heiersdorf ist ein mit dem Ortsteil Ehrenhain der Gemeinde Nobitz verschmolzenes Dorf im Landkreis Altenburger Land in Thüringen. Er ist nicht zu verwechseln mit dem ebenfalls zur Gemeinde Nobitz gehörigen Ortsteil Heiersdorf bei Engertsdorf.

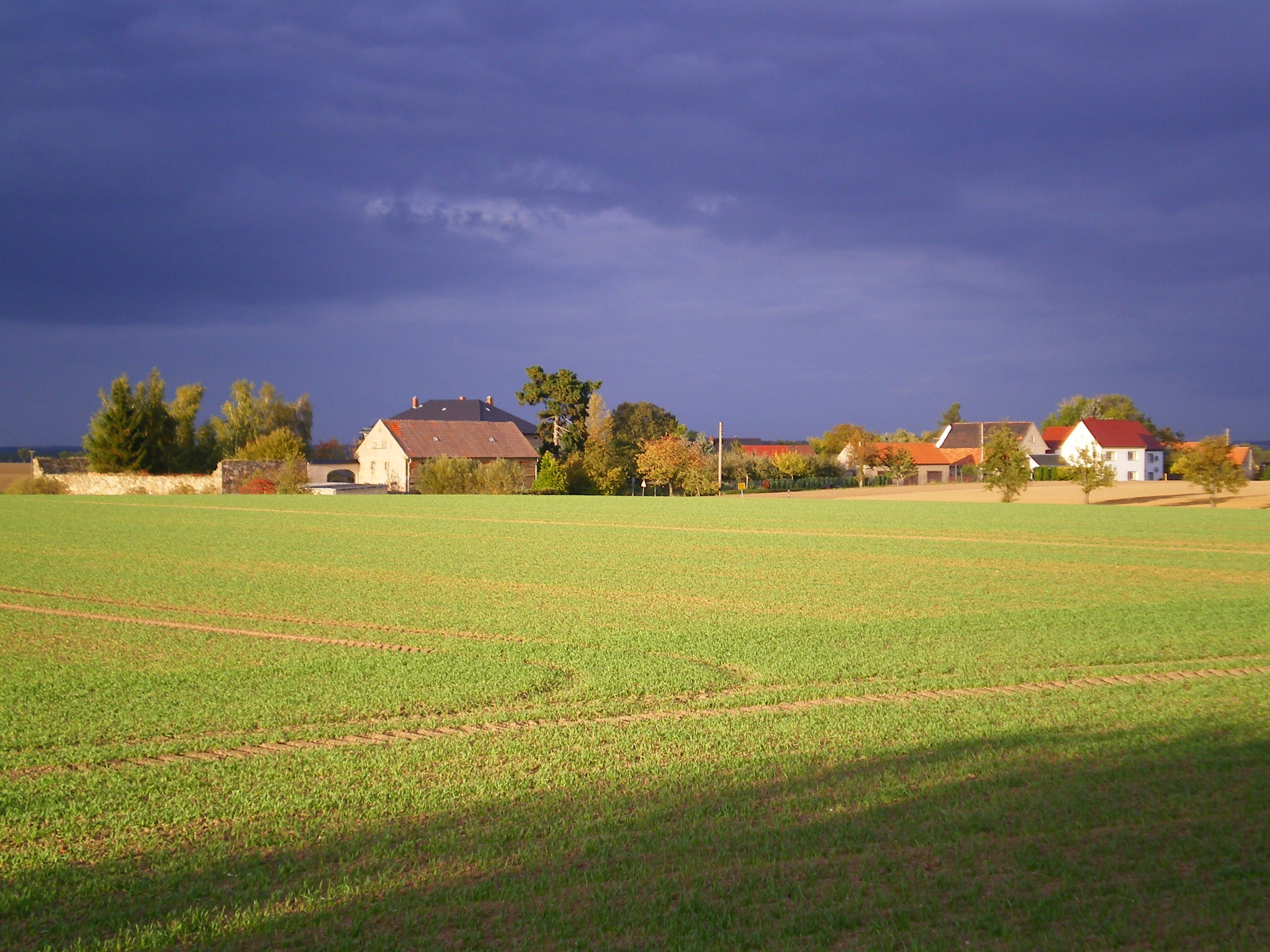
Ansicht von Südwesten

## Lage
Heiersdorf liegt südwestlich von Ehrenhain und südlich vom Hauptort Nobitz im Verlauf der Ernst Thälmann-Straße (Zubringer der Bundesstraße 180). Der Ort befindet sich im Altenburger Lösshügelland. In der Gemeinde Nobitz befindet sich noch ein zweiter Ort namens Heiersdorf, der zum Ortsteil Engertsdorf gehört.

## Geschichte
Im Zeitraum 1181–1214 fand die urkundliche Ersterwähnung des Ortes Heiersdorf statt. Der Ort gehörte zum wettinischen Amt Altenburg, welches ab dem 16. Jahrhundert aufgrund mehrerer Teilungen im Lauf seines Bestehens unter der Hoheit folgender Ernestinischer Herzogtümer stand: Herzogtum Sachsen (1554 bis 1572), Herzogtum Sachsen-Weimar (1572 bis 1603), Herzogtum Sachsen-Altenburg (1603 bis 1672), Herzogtum Sachsen-Gotha-Altenburg (1672 bis 1826). Bei der Neuordnung der Ernestinischen Herzogtümer im Jahr 1826 kam der Ort wiederum zum Herzogtum Sachsen-Altenburg.
Nach der Verwaltungsreform im Herzogtum gehörte er bezüglich der Verwaltung zum Ostkreis (bis 1900) bzw. zum Landratsamt Altenburg (ab 1900). Das Dorf gehörte ab 1918 zum Freistaat Sachsen-Altenburg, der 1920 im Land Thüringen aufging. 1922 kam es zum Landkreis Altenburg.
Heiersdorf wurde im Jahr 1923 nach Ehrenhain eingemeindet. Danach verschmolz der Ort mit Ehrenhain. Bei der zweiten Kreisreform in der DDR wurden 1952 die bestehenden Länder aufgelöst und die Landkreise neu zugeschnitten. Somit kam Heiersdorf als Gemeindeteil von Ehrenhain mit dem Kreis Altenburg an den Bezirk Leipzig, der seit 1990 als Landkreis Altenburg zu Thüringen gehörte und 1994 im Landkreis Altenburger Land aufging. Am 8. März 1994 erfolgte die Eingemeindung von Ehrenhain und seiner Ortsteile in die Gemeinde Nobitz, wodurch Heiersdorf seitdem zum Nobitzer Ortsteil Ehrenhain gezählt wird.